# Relations entre le Paraguay et l'Union européenne
Les relations entre le Paraguay et l’Union européenne reposent sur un accord-cadre de coopération signé en 1992.

## Sources

## Compléments